# Richard Caswell
Richard Caswell, född 3 augusti 1729 i Maryland, död 10 november 1789 i Fayetteville, North Carolina, var en amerikansk politiker. Han var guvernör i staten North Carolina 1776–1780 och 1785–1787.
Caswell flyttade 1746 till North Carolina och var verksam som lantmätare. Efter juridikstudier inledde han 1754 sin karriär som advokat i North Carolina. Både 1774 och 1775 representerade han North Carolina i kontinentalkongressen. Efter USA:s självständighetsförklaring år 1776 vann Caswell det första guvernörsvalet i North Carolina. Han efterträddes år 1780 som guvernör av Abner Nash. År 1785 efterträdde Caswell sedan Alexander Martin i guvernörsämbetet och efterträddes två år senare av Samuel Johnston.